# MILAN
MILAN, Frans acroniem van Missile d'Infanterie Léger
ANtichar, is de tweede generatie van een Frans-Duitse
telegeleide antitankraket. De ontwikkeling ervan begon in 1962. In 1971 was de
raket klaar voor de eerste testen. In 1972 werd het goedgekeurd voor indienstname.
De raket wordt geleid met SACLOS (Semi-Automatic Command to Line-Of-Sight) wat wil
zeggen dat de lanceerinrichting naar het doelwit moet worden gericht. MILAN kan ook worden
voorzien van MIRA nachtzicht om ook in het donker te kunnen
vuren. MILAN wordt onder licentie geproduceerd in het Verenigd Koninkrijk, Spanje
en India.

## Gebruikers
- Australië
- Brazilië
- België
- Chili
- China
- Cyprus
- Duitsland
- Estland
- Frankrijk
- Griekenland
- Ierland
- India
- Iran
- Irak

- Italië
- Kenia
- Kroatië
- Libanon
- Mexico
- Pakistan
- Portugal
- Singapore
- Spanje
- Turkije
- Uruguay
- Verenigd Koninkrijk
- Zuid-Afrika